# Istoria Mongoliei

Evoluţia imperiului mongol

Locuit în antichitate și la începutul evului mediu de triburi de păstori nomazi de origine prototurcică și protomongolă, teritoriul Mongoliei aparține din 209 î.Hr. regatului hun (constituit de triburile xiongnu împotriva cărora China va ridica Marele zid), apoi imperiului avarilor (407-552) și regatului uigurilor (730), distrus în 840 de triburile kirghie. În 1206, la o adunare a căpeteniilor mongole, Temugin, dinast din Mongolia răsăriteană este ales conducător al tuturor triburilor mongole, luând titlul de Ginghis Han ("Mare han"), și pune bazele unui imens imperiu, cu reședința la Karakorum. 
El și primii săi succesori au cucerit aproape toată Asia și Rusia europeană, și au trimis forțe militare până în chiar Europa Centrală și Asia de Sud-Est. Nepotul lui Ginghis Han, Kublai Han, cel care a cucerit China și a întemeiat dinastia Yuan (1279-1368), a fost făcut faimos în Europa prin scrierile lui Marco Polo.
Kúblái, fratele lui Mangku, succesorul acestuia în 1260, era al cincilea Mare Han, și primul împărat propriu-zis din dinastia chineză Yuan (1280). Precursorii săi au următoarele miao hao (titluri dinastice): T'ai Tsu (Jenghiz), T'ai Tsung (Okkodai), Ting Tsung (Kuyuk), Hien Tsung (Mangku). Kúblái însuși are drept miao hao She Tsu, alături de cele două titulaturi regale (nien hao): Chung T'ung (1260) și Che Yuan (1264). Lista succesorilor săi, desemnați aici prin miao hao, cu nien hao specificate între paranteze, este următoarea: Ch'êng Tsung, 1295 (Yuan Chêng, 1295; Ta Teh, 1297); Wu Tsung, 1308 (Che Ta, 1308); Jên Tsung, 1312 (Hwang K'ing, 1312; Yen Yew, 1314); Ying Tsung, 1321 (Che Che, 1321); Tai Ting Ti, 1324; (Tai Ting, 1324; Che Ho, 1328); Ming Tsung, 1329 (T'ien Li, 1329); Wen Ti, 1330 (T'ien Li, 1330, Che Shup, 1330); Shun Ti, 1333 (Yuan Tung, 1333; Che Yuan, 1335; Che Chêng, 1341). Comportamentul neadecvat al împăraților l-a determinat pe Chu Yuan-chang, un preot chinez, să îndemne o răscoală care, în 1368, obține expulzarea mongolilor. Preotul ajunge să domnească sub numele de Hung Wu, și să întemeieze o dinastie proprie, Ming, cu reședința la Nan-king - Nanjing. Călătorul venețian Marco Polo ne-a lăsat o descriere impresionantă a curții lui Kúblái Khan. China acelor vremuri era divizată în sheng (provincii): Cheng Tung, Liao Yang, Chung Shu, Shen-si, Ling Pe (Karakorum), Kan Su, Sze-ch'wan, Ho-nan, Kiang-Pe, Kiang-che, Hiang-se, Hu-Kwang, și Yun-Nan.
Deși confederații formate în jurul mongolilor exercitau, ocazional, un control politic extins în teritoriile pe care le cuceriseră, forța lor a decăzut rapid după răsturnarea dinastiei mongole din China, în anul 1368. Manciurienii - grupul tribal care a cucerit China la 1644 și a format dinastia Qing - au putut să plaseze Mongolia Interioară sub controlul lor (1691), ca Mongolia Exterioară - atunci când nobilii mongoli khalkha au prestat jurământ de credință împăratului. Conducătorii mongoli din regiune s-au bucurat de o autonomie deloc neglijabilă sub dinastia manciuriană, în vreme ce orice pretenție teritorială a Chinei în Mongolia Exterioară s-a bazat, chiar și după proclamarea unei republici mongole, pe prevederile jurământului depus. În 1727, Rusia și China dinastiei manciuriene au semnat Tratatul de la Khyakta, prin care era delimitată frontiera dinte China și Mongolia - rămasă, în mare parte, aceeași în ziua de astăzi.
Primele alegeri prezidențiale directe din Mongolia au avut loc la 6 iunie 1993.